# Nicolae Lungu
Nicolae Lungu a fost un compozitor, autor, printre altele și a unor cunoscute colinde, intrate în repertoriul tradițional românesc. S-a născut pe 2 martie 1900, la Dobridor (în judetul Dolj), și a decedat la 18 iulie 1993, la București. Slujba înmormântării a avut loc la Biserica „Sfântul Spiridon-Nou”, fiind înmormântat alături de soția sa – Maria, în Cimitirul „Sfânta Vineri” din București.
Nicolae Lungu are doi copii: pe omul de radio și compozitor de jazz Florian Lungu și pe Nina, fostă madrigalistă, căsătorită cu fiul compozitorului Gheorghe Bazavan.
Nicolae Lungu a redat în arta corală sufletul unui popor de-a lungul zbuciumatei sale existențe, cântecele sale câștigând o binemeritată popularitate în sălile noastre de concert. Pe lângă valoroasele sale prelucrări ale cântecelor populare (mai ales a celor oltenești), Nicolae Lungu a lăsat moștenire o Liturghie pe care o ascultăm în aproape toate bisericile ortodoxe române.

## Biografie
La București, Lungu a studiat la Seminarul teologic (ortodox) „Central” între anii 1912 și 1920. În paralel cu seminarul, a studiat la Școala normală de învățători, pe care a absolvit-o în 1920, apoi între 1920 și 1925 a studiat la Conservatorul din București. Aici, studentul Nicolae Lungu îl va avea mentor pe Dumitru Georgescu Kiriac, o personalitate marcantă a muzicii corale românești. Cu acesta va avea o strânsă și rodnică colaborare la Societatea Corală Carmen; aici își face debutul componistic și dirijoral. Cu toate acestea, se va retrage în 1928, după moartea lui Kiriac, lăsând locul de coordonator al Societății Corale Carmen lui Ioan D. Chirescu, reîntors de la Paris.
Și-a obtinut licenta la Facultatea de Teologie din București in 1927. În anii 1928 și 1929 a urmat cursurile de vară pentru dirijori de la Viena.
Și-a desfășurat activitatea ca profesor, dirijor si compozitor timp de peste 60 de ani numai în Bucuresti. A fost profesor de muzică la Liceele „Mihai Eminescu” (1927-1931) și „Aurel Vlaicu” (1931-1938), la Seminarul pedagogic Universitar „Titu Maiorescu” (1939-1941). A fost inspector al învățământului muzical (1941-1944), și apoi din nou profesor, la Liceul "Sf. Sava" (1944-1948) și la Școala mixtă „Tudor Vladimirescu” (1948-1956).
A fost dirijor adjunct la Societatea corala „Carmen” (1922-1928), la Ateneele populare (1926-1927), la Societatea „Cântarea României” (1929-1935) și al corului „Ligii Culturale” (1927-1928).  
De asemenea a fost dirijor de cor la bisericile: Biserica Sfântul lIie-Gorgani (1921-1922), Cotroceni (1922-1928), Biserica Amzei (1928-1939), Biserica Sfântul Spiridon-Nou (1940-1947). 
A fost conferențiar titular pentru Muzică Bisericească, Ritual și Tipic la Institutul Teologic Universitar (1949-1976) și dirijor al Coralei Patriarhiei (1947-1985). De asemenea, a fost membru al Uniunii Compozitorilor din România.

## Fondator
Nicolae Lungu înființează Societatea Corală România (1935), o formație alcătuită din 80 de persoane, pe care Maestrul Lungu o transformă într-un adevărat instrument de virtuozitate. Aici ajunge să clădească un stil de lucru, un repertoriu preponderent românesc (religios și laic) și un crez artistic care avea în vedere afirmarea creației corale românești. A concertat în țară și străinătate (Turcia, Italia și Bulgaria). Corala va intra sub oblăduirea Bisericii și direct a vrednicului patriarh Justinian.

## Premieră muzicală
Cu un an înainte de desființarea Societății Corale România a avut loc un eveniment unic în Ortodoxie. Sub cupola Ateneului Român a răsunat, pe 3 martie 1946, premiera Oratoriului „Patimile Domnului“ de Paul Constantinescu, cu George Enescu la pupitru, și corul România, pregătit exemplar de Maestrul Lungu, soliști și orchestra Filarmonicii.

## Dirijor al corului Catedralei Patriarhale
Din luna noiembrie a anului 1947, ca dirijor al corului Patriarhiei Române, Nicolae Lungu a promovat lucrări corale de o valoare și un conținut artistic autentic. A îmbogățit repertoriul coral bisericesc și laic cu lucrări de o valoare impresionantă, formând, odată cu venirea sa, un cor de renume alcătuit din cei mai instruiți și devotați membrii ai Societății Corale „România”, alături de care avusese deja reprezentații scenice de răsunet, atât în țară cât și în străinătate. 40 de membri din Societatea Corală România vor fi selectați de Maestrul Lungu și vor da răspunsurile la Sfânta Liturghie din cafasul Catedralei, construit așa cum îl vedem astăzi, la insistențele Maestrului Lungu și adaptat nevoilor unui cor de 40 de persoane.
A dirijat Corala Patriarhiei între anii 1947-1985. În onoarea lui Nicolae Lungu, Corala Patriarhiei a primit numele său, ducând mai departe frumusețea cântecului bisericesc la nivel de artă.
Mulți dintre preoții care au ajuns muzicieni valoroși ai Bisericii noastre au cântat și s-au format în corul dirijat de el: Nicu Moldoveanu, Niculae Necula, Vasile Stanciu, Victor Frangulea, Marin Velea, Anton V. Uncu, Constantin Drăgușin, Iulian Cârstoiu. Iar dintre marii cântăreți de operă care au cântat în Corala Patriarhiei când dirija Nicolae Lungu îi amintim doar pe Maria Voloșescu, Valentin Teodorian și pe Angela Gheorghiu. 

## Distincții
- Membru al Ordinului „Coroana României” în gradul de „Cavaler” pentru merite ca profesor de muzică: În numele Majestății sale Mihai I Rege al României, decret no. 2880 din 14 august 1929[21].

- În semn de prețuire a fost decorat de patriarhul Justinian Marina cu Crucea Patriarhală pentru mireni[22] în data de 17 mai 1970[23], și sărbătorit la Ateneu la împlinirea vârstei de 80, 85 și 90 de ani. În 1983, Maestrul se retrăgea de la corală, nu înainte de a vedea ieșită o imprimare audio paradigmatică a unor CD-uri pe ebonită cu Liturghia glasul VIII[24], Colinde și Cântări de Chinonic[25].
- Membru de onoare al Societății Culturale Internaționale „George Enescu” din Montreal, Quebec, Canada[26].

## Lucrări
Nicolae Lungu este in mod deosebit cunoscut pentru Iucrarile de muzica vocala si corala pe care le-a publicat, anume de muzica psaltica si de muzica corala bisericeasca si muzica corala populara. De asemenea, el a publicat studii, articole si alte feluri de carti (de exemplu manuale didactice).

### Muzică bisericească
- Gramatica muzicii psaltice. Studiu comparativ cu notatia liniara, Bucuresti, 1951, 206 p. (in colaborare cu Pr. Gr. Costea si Ion Croitoru); Cantari liturgice omofrone si cantari la catcheze, pe ambele semiografii suprapuse, Bucuresti, 1951, 118 p. (in colaborare cu Anton Uncu).

- Cantari la cateheze, pe ambele semiografii, Bucuresti, 1953, 298 p. (in colaborare cu Pr. Grigore Costea si I. Croitoru);
- Utrenierul si Vecernierul, Anastasimatar uniformizat, pe ambele semiografii, Bucuresti, 1954, 575 p. (in colaborare cu pr. Prof. Ene Braniste si Pr. Gr. Costea);
- Liturghia psaltica pentru 3 voci egale, Bucuresti, 1956, 80 p. (litografiata);Liturghia psaltica pentru cor mixt, Bucuresti, 1957Liturghia psaltica[28] pentru 4 voci mixte, Bucuresti, 1957, 300 p.
- Cantarile Sfintei Liturghii si podobiile celor opt glasuri, Bucuresti, 1960, 234 p. (in colaborare cu Pr. Gr. Costea si Pr. Prof. Ene Braniste),
- Cantari din Sfintele Taine si ale ierurgiilor principale pe ambele semiografii, in ST, an. XVI, 1964, nr. 1-2, 122 p. (in colaborare cu Pr. Prof. Ene Braniste si Pr. Grigore Costea);
- Cantarile Penticostarului, Bucuresti, 1980, 206 p.
- Felurite prelucrari de muzica corala bisericeasca pentru cor mixt si solisti, pentru cor mixt si barbatesc, pentru cor barbatesc (tropare, axioane s.a.).

- De pilda: Cantari in Joia Patimilor, GB, an. XXVIII, 1969, nr. 3-4; Cantarile Sfintei Liturghii, in GB, an. XXVIII, 1969, nr. 1-2, 5-6, 7-8 și 9-10; Colinde, in GB, an. XXV, 1966, nr. 11-12 (Marire-ntru cele-nalte, Și ne lasa gazda-n casa, La Vitleem colo-n jos, Plugusorul).

### Muzică corală populară
- Cântece populare din Oltenia, prelucrări pentru voce și pian, București, 1939, 20 p.;

- Coruri[29], Bucuresti, Editura Muzicala, 1968 (îi apartin cunoscute prelucrari: Maria neichii Marie[30], Alunelul oltenesc[31], Pitulice, muta-ti cuibul, La Cozia pe Olt - poem pentru cor barbatesc si declamator, Alei codrule, fîrtate[32][33], Colea-n vale-ntre izvoare, Cîntec de leagăn [34]etc.).
- O înregistrare din anul 1928-1929, cu vocea maestrului Nicolae Lungu: [Foaie verde flori mărunte] : [Cântecul ciobanului] / Hubert Pernot, collecteur; Nicolae Lungu, chant.

### Manuale
- Carte de muzică pentru clasele I-VII secundare și pentru clasele I-IV ale liceelor comerciale, București, 1936-1947 (cu peste 1,000 de pagini, mai multe ediții - în colaborare cu Grigorie Magiari).

### Studii
- Îndrumări metodice în predarea muzicii, Bucuresti, 1939, 36 p.;
- Tehnica recitativului liturgic, in ST, an. I, 1949, nr.3-4, pp. 238-251
- Folclorul religios muzical, in ST, an. I, 1949, nr.7-8, pp. 662-668;
- Cantarea in comun a poporului in biserica, in ST, an. III, 1951, nr. I-2, pp. 18-35;
- Cantarea in comun ca mijloc de intelegere a dreptei credinte, in BOR, an. LXX, 1952. nr. 11-12, pp. 890-899;
- Problema transcrierii si uniformizarii cantarii psaltice in Biserica noastra, in ST, an. VIII, 1956, nr. 3-4, pp. 241-249;
- Combaterea inovatiilor in recitativul liturgic, in ST, an. IX, 1957, nr. 7-9, pp. 562-573.

## Nicolae Lungu și Muzica psaltică
Cântările Sfintei Liturghii, Vecernierul și Utrenierul, la care a fost co-autor sunt și astăzi folosite în stranele bisericilor ortodoxe române. Aceste volume publicate au fost primele cărți cu muzică psaltică care conțin partitura nu numai cu notație psaltică (bizantină), ci și pe notație liniară (occidentală). Unii zic că această dublă notație ar „simplifica” oarecum muzica psaltică, în același timp făcând-o și mai accesibilă pentru cei care doresc să o cânte. Patriarhul Teoctist explica originea acestei idei în prefața la lucrarea Vecernierul, retipărit în 2002 .